# Tillandsia duratii
Tillandsia duratii är en gräsväxtart som beskrevs av Roberto de Visiani. Tillandsia duratii ingår i släktet Tillandsia och familjen Bromeliaceae.

## Underarter
Arten delas in i följande underarter:
- T. d. confusa
- T. d. duratii
- T. d. saxatilis

## Bildgalleri

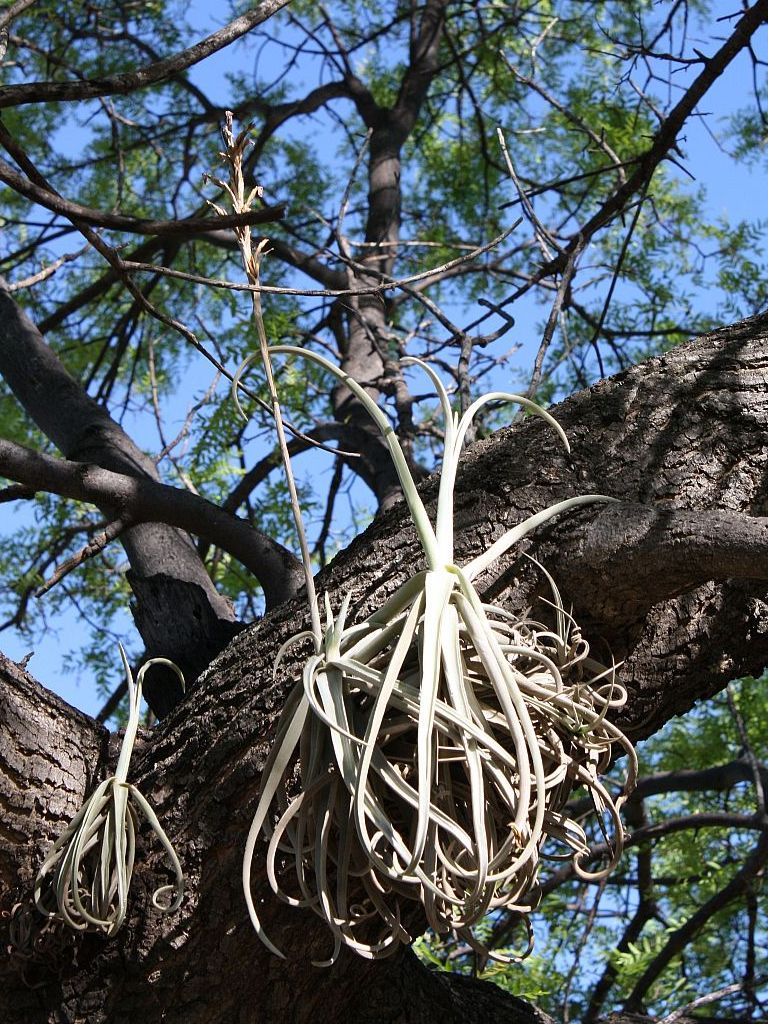
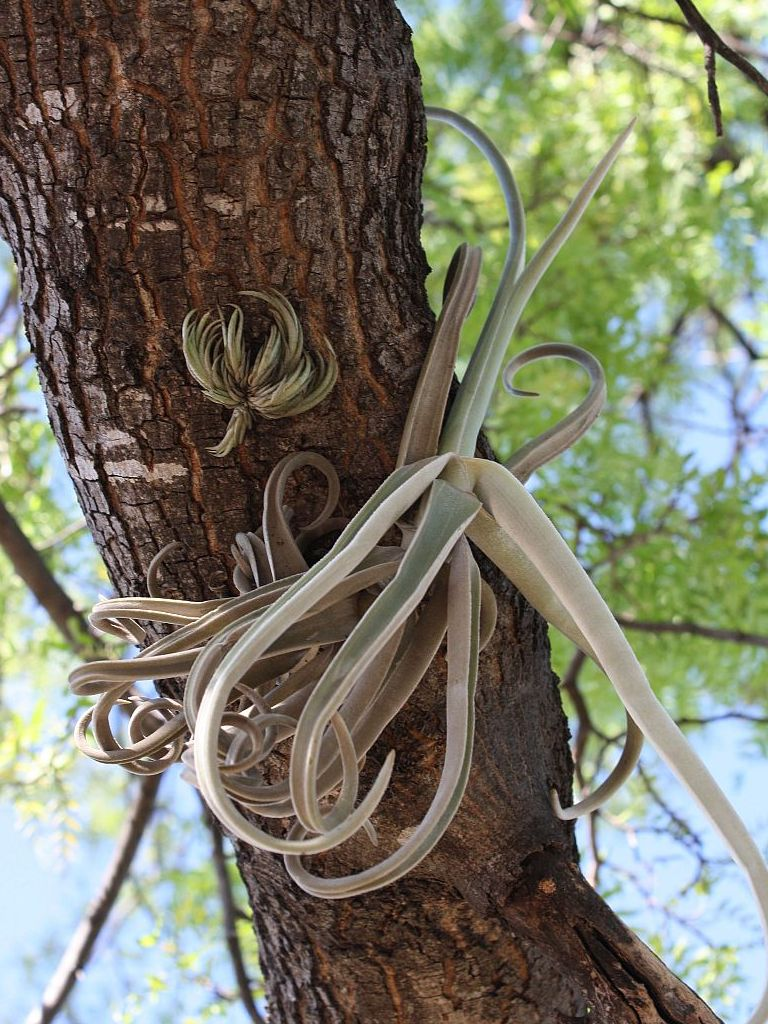
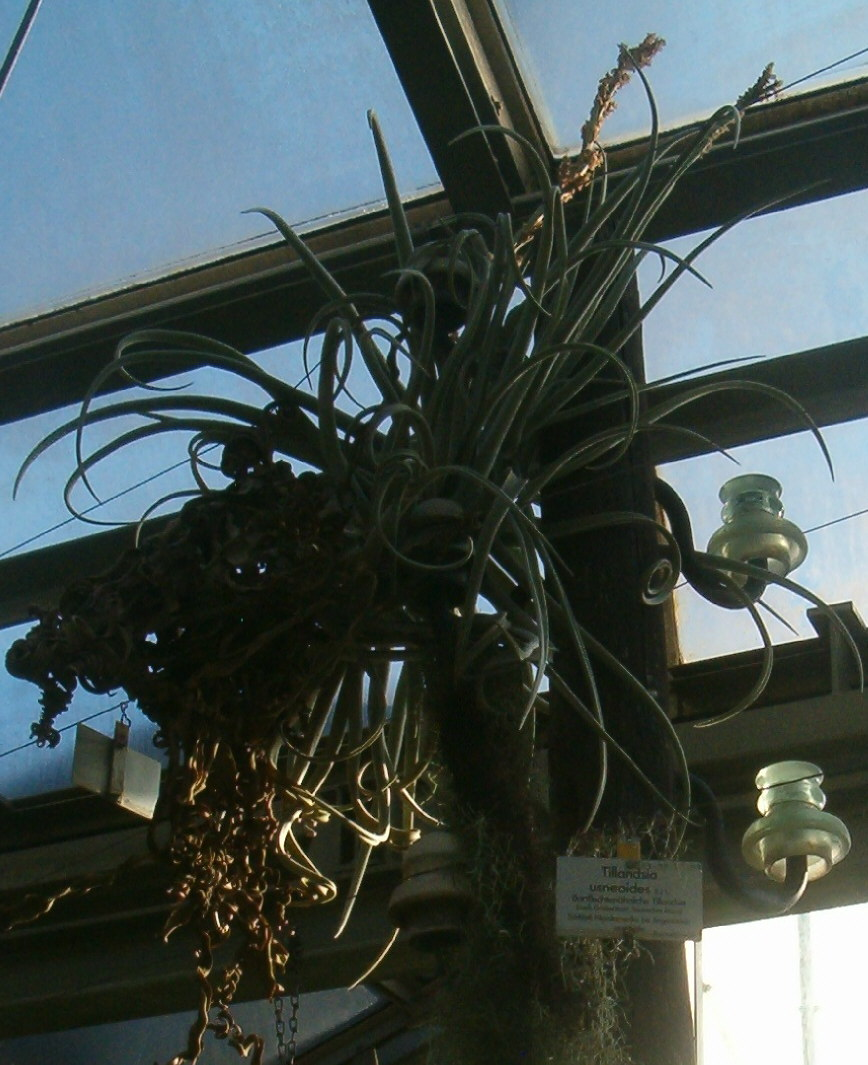
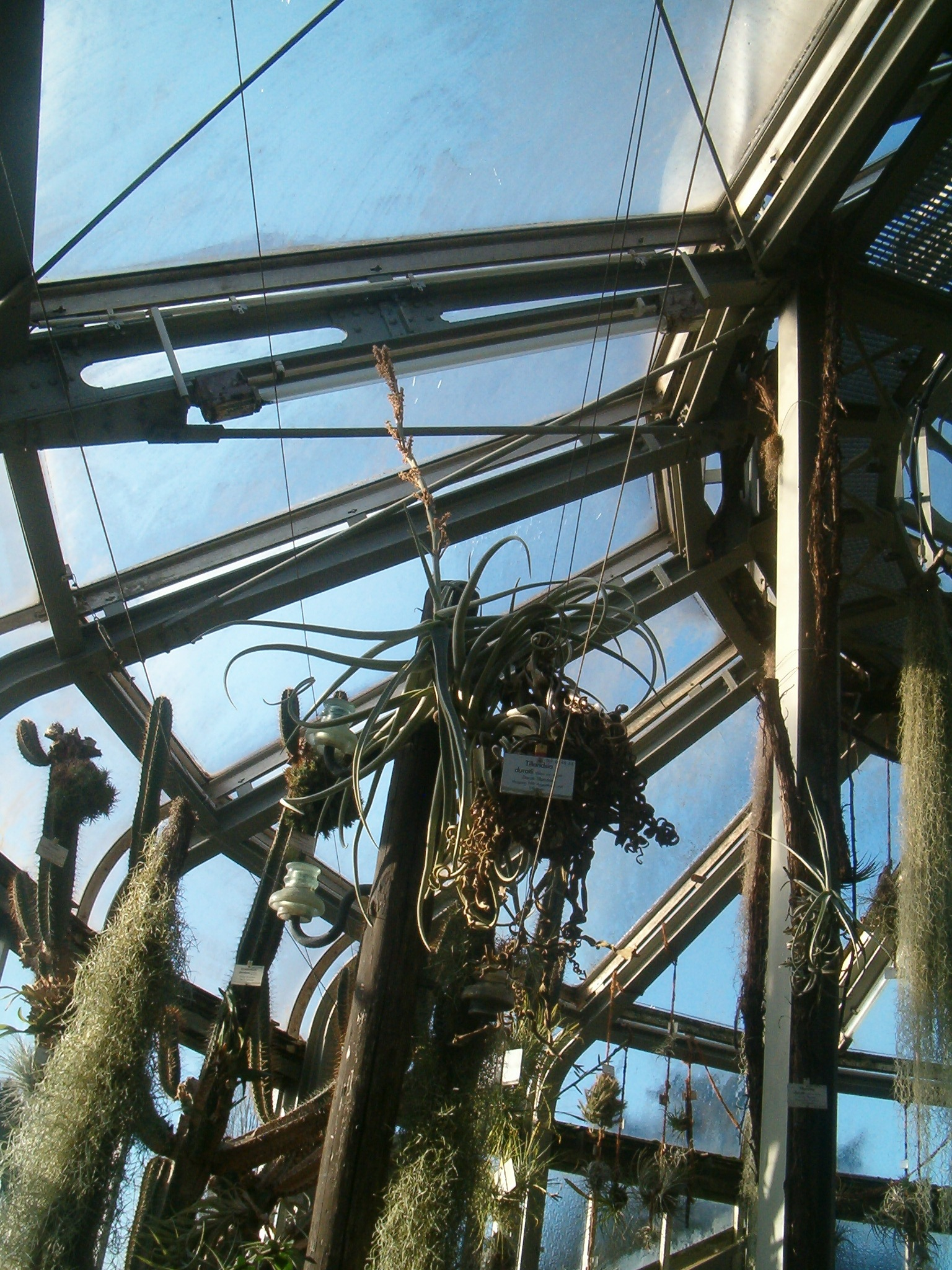